# Grand Hotel Reichshof (Gdańsk)
Grand-Hotel Reichshof – pierwszorzędny hotel w Gdańsku, który był położony naprzeciwko dworca kolejowego Gdańsk Główny. Zniszczony w 1945, ostatecznie rozebrany w 1963 roku.

## Historia
Pod koniec XIX wieku zapadła decyzja o likwidacji obszernych nowożytnych fortyfikacji chroniących Gdańsk. Na ich miejscu miały powstać szerokie ulice zabudowane reprezentacyjnymi gmachami. Usunięcie fortyfikacji skutkowało pojawieniem się nowych, atrakcyjnych inwestycyjnie terenów, położonych bezpośrednio przy centrum miasta. Hotel został oddany do użytku 5 sierpnia 1899, krótko po otwarciu pobliskiego Continental Hotelu. Przez dłuższy czas był jedynym gdańskim hotelem oferującym stale w łazienkach zimną i ciepłą wodę. Został rozbudowany w 1905 roku, zapewniał telefony oraz dodatkowo garaże. Dysponował 110 pokojami ze 140 łóżkami oraz salą taneczno-widowiskową z wejściem od Karmelitergasse 1-3 Reichshof-Palast na 260 osób, w której występował stały kabaret. Popularny wśród Polaków, gdyż właścicielem był w pewnym okresie Polak. W hotelu mieścił się jeden z banków niemieckich (Deutsches Bank u. Disconto Gesellschaft). 
Od roku 1933 nosił nazwę Grand Hotel. Został zniszczony 26 marca 1945, a resztki zostały rozebrane w 1963 roku.